# 判例タイムズ
『判例タイムズ』（はんれいタイムズ）は、株式会社判例タイムズ社が月1回発売しているB5サイズの雑誌。略称は『判タ』（はんた）。

## 概要
『ジュリスト』誌・『判例時報』誌と並ぶ判例紹介誌のひとつ。創刊は1948年。
様々な判例を入手するためによく用いられる。
毎年、臨時増刊号として総索引付きの年報が刊行される。
2012年12月15日号までは、月2回発行していたが、2013年1月号から月1回発行となった。